# ハッピーバラエティ ほかほか大放送
『ハッピーバラエティ ほかほか大放送』（ハッピーバラエティ ほかほかだいほうそう）は、ニッポン放送で放送されていた平日夜のラジオワイド番組。1979年10月9日開始、1980年4月4日終了。

## 概要
本番組はプロ野球のナイターオフシーズンで『ニッポン放送ショウアップナイター』の放送の無い時期限定のワイド番組。平日ナイターオフ編成が変わって18:00〜20:00枠の2時間ワイドがスタートした1977年度の『必勝ホームランワイド 有楽町で逢いましょう』から数えて、この番組は第3弾に当たる。『必勝ホームランワイド』と前年度のこの枠で放送されていた『花の五大スター チャンピオン大放送』に続き、日替わりのメインパーソナリティであった。なお、18:00〜20:00枠ワイド番組におけるメインパーソナリティ日替わり制は本番組までで、次年度1980年10月スタートの『だんとつタモリ おもしろ大放送!』からは月曜〜金曜通して1人のメインパーソナリティが出演する体制となる。
前年度の『チャンピオン大放送』からは、千昌夫、金田正一、五木ひろしが続投となった。特に金田は、前々年度『必勝ホームランワイド』から3期連続の登板である。また、水曜日はうつみ宮土理と塚越孝（当時ニッポン放送アナウンサー）とのコンビとなったが、この二人は本番組終了から6か月後の1980年10月にスタートした『宮土理と塚ちゃんのけんこうジョッキー!ホップステップ歌謡曲』（毎週日曜日17:00〜17:30、1986年3月まで）にて再びコンビを組んで引き継がれた。

## パーソナリティ
（出典：）
- 月曜：高橋元太郎、森昌子
- 火曜：千昌夫
- 水曜：うつみ宮土理
- 木曜：金田正一
- 金曜：五木ひろし

アシスタント
- 月・火：馬場直子
- 水曜：塚越孝
- 木・金：野村洋子

## コーナー・タイムテーブル
（出典：）
- 商売繁盛リクエスト
- 市川染五郎のふれあい回り舞台 （日本石油一社提供枠）
- ニッサンふるさと人間ばなし
- スター指名手配
- ほかほか情報スポーツ&レジャー （提供：ヂョンストン勝根、日本BGM）
- 天下大変ハッピーセブン
- ヒット歌謡おもしろハウス
- 今日もほかほかベストテン